# Pascal Struijk
Pascal Struijk, né le 11 août 1999 à Deurne en Belgique, est un footballeur néerlandais qui évolue au poste de défenseur central au Leeds United.

## Biographie
Pascal Struijk est né à Deurne en Belgique de parents néerlandais. Ses grands-parents paternels sont nés en Indonésie lorsque le pays était encore une colonie néerlandaise et qu'il s'appelait les Indes néerlandaises,.

### Carrière en club
Passé notamment par le centre d'information de l'ADO Den Haag, Struijk signe un contrat de deux ans avec le club de la capitale, l'Ajax, en 2016. 
En janvier 2018, il signe ensuite un contrat de trois ans pour le club anglais du Leeds United, figurant une première fois sur le banc le 13 mars 2018 contre Aston Villa lors d'une défaite 1-0.
Parmi les éléments les plus en vue de l'équipe des moins de 23 ans du Leeds United au cours de la saison 2018-19, il figure dans l'équipe qui remporte la Professional Development League le 6 mai 2019, battant Birmingham City aux tirs au but après avoir fait match nul en finale.
Nommé sur le banc par Marcelo Bielsa pour les deux manches de la demi-finale des barrages de promotion contre Derby County, il n'entre toutefois pas en jeu et Leeds perd 4–3 la double confrontations qui devait lui permettre d'accéder en Premier League.
Le 10 décembre 2019, Struijk a fait ses débuts pour les Whites, remplaçant Hélder Costa lors d'une victoire 2-0 à domicile contre Hull City. 
Le 16 juillet 2020, il entre à l'heure de jeu contre Barnsley, alors que son équipe mène 1-0, et sa performance défensive de haut vol permet aux Peacocks de maintenir leur avantage dans ce match clé, qui se révélera leur dernier avant d'être officiellement annoncés de retour au plus haut niveau du football anglais,.
Peu après, il est titularisé une première fois le 19 juillet 2020, lors de la victoire 3-1 contre Derby County dans l'avant-dernier match de la saison : il y réalise une performance remarquée par les observateurs tels que Noel Whelan,.

### Carrière en sélection
Sélectionnable avec les équipes des Pays-Bas (pays où il a grandi ainsi que le pays de naissance de ses parents), de Belgique (son pays de naissance) et d'Indonésie (pays de naissance de ses grands-parents), c'est avec les Pays-Bas qu'il se rapproche en 2016, participant à l'Euro avec les moins de 17 ans néerlandais. 
En février 2021, un intérêt de Roberto Martinez, entraîneur espagnol de l'équipe nationale de Belgique, est évoqué par la presse belge. En effet, le sélectionneur belge aimerait faire de Pascal Struijk un « Diable rouge ».
Finalement, en septembre 2022, il choisit de ne pas faire partie des « Diables rouges » mais plutôt de suivre les Oranje.

## Statistiques
| Saison                | Club                  | Championnat           | Championnat | Championnat | Coupe nationale | Coupe nationale | Coupe de la Ligue | Coupe de la Ligue | Compétition(s) continentale(s) | Compétition(s) continentale(s) | Compétition(s) continentale(s) | Total | Total |
| Saison                | Club                  | Division              | M.          | B.          | M.              | B.              | M.                | B.                | Comp.                          | M.                             | B.                             | M.    | B.    |
| 2019-2020             | Leeds United          | Championship          | 5           | 0           | -               | -               | -                 | -                 | -                              | -                              | -                              | 5     | 0     |
| 2020-2021             | Leeds United          | Premier League        | 27          | 1           | 1               | 0               | 1                 | 0                 | -                              | -                              | -                              | 29    | 1     |
| 2021-2022             | Leeds United          | Premier League        | 29          | 1           | -               | -               | 2                 | 0                 | -                              | -                              | -                              | 31    | 1     |
| 2022-2023             | Leeds United          | Premier League        | 28          | 2           | 1               | 0               | 1                 | 0                 | -                              | -                              | -                              | 30    | 2     |
| 2023-2024             | Leeds United          | Championship          | 23          | 3           | -               | -               | 2                 | 2                 | -                              | -                              | -                              | 25    | 5     |
| Total sur la carrière | Total sur la carrière | Total sur la carrière | 112         | 7           | 2               | 0               | 6                 | 2                 | -                              | 0                              | 0                              | 120   | 9     |

## Palmarès
| Leeds United - Championship - Champion en 2019-20 et 2025 |